# Station Basècles-Groeven
Station Basècles-Groeven (Frans: Basècles-Carrières) is een voormalig spoorwegstation langs spoorlijn 78 (Saint-Ghislain - Doornik) en spoorlijn 86 (Basècles - De Pinte) in Basècles, een deelgemeente van de Belgische stad Belœil.

## Reizigerstellingen
De grafiek en tabel geven het gemiddeld aantal instappende reizigers weer op een week-, zater- en zondag.
| Tabel: aantal instappende reizigers station Basècles-Carrières | Tabel: aantal instappende reizigers station Basècles-Carrières | Tabel: aantal instappende reizigers station Basècles-Carrières | Tabel: aantal instappende reizigers station Basècles-Carrières |
|                                                                | Weekdag                                                        | Zaterdag                                                       | Zondag                                                         |
| -------------------------------------------------------------- | -------------------------------------------------------------- | -------------------------------------------------------------- | -------------------------------------------------------------- |
| 1977                                                           | 322                                                            | 66                                                             | 31                                                             |
| 1978                                                           | 325                                                            | 42                                                             | 18                                                             |
| 1979                                                           | 314                                                            | 46                                                             | 27                                                             |
| 1980                                                           | 128                                                            | 5                                                              | -                                                              |
| 1981                                                           | 268                                                            | 26                                                             | 15                                                             |
| 1982                                                           | 290                                                            | 26                                                             | 41                                                             |
| 1983                                                           | 308                                                            | 36                                                             | 30                                                             |
| 1984                                                           | 79                                                             | 4                                                              | -                                                              |
| 1985                                                           | 130                                                            |                                                                | -                                                              |
| 1986                                                           | 94                                                             | 1                                                              | -                                                              |
| 1987                                                           | 61                                                             | 1                                                              | -                                                              |
| 1988                                                           | 65                                                             | -                                                              | -                                                              |
| 1989                                                           | 51                                                             | -                                                              | -                                                              |
| 1990                                                           | 39                                                             | -                                                              | -                                                              |
| 1991                                                           | 35                                                             | -                                                              | -                                                              |
| 1992                                                           | 32                                                             | -                                                              | -                                                              |

0,0: Saint-Ghislain ·
2,6: Boussu-Haine ·
4,6: Hautrage ·
8,4: Ville-Pommerœul ·
11,1: Harchies ·
14,6: Blaton ·
16,5: Basècles-Groeven ·
20,3: Péruwelz ·
25,3: Callenelle ·
28,5: Maubray ·
32,5: Antoing ·
35,2: Vaulx ·
39,0: Doornik
0,0: De Pinte ·
4,5: Eke-Nazareth ·
8,0: Gavere-Asper ·
10,5: Zingem ·
13,3: Heurne ·
15,2: Eine ·
18,0: Oudenaarde ·
20,2: Leupegem ·
23,8: Etikhove ·
28,1: Louise-Marie ·
29,4: Marijve ·
31,7: Ronse ·
35,1: Dergneau ·
37,2: Anvaing ·
39,8: Ellignies ·
41,6: Frasnes-lez-Anvaing ·
46,3: Grandmetz ·
49,2: Leuze ·
53,2: Tourpes ·
56,0: Thumaide ·
57,1: Basècles ·
58,8: Basècles-Groeven